# Yoel Lago
Yoel Lago Amil (Mondariz, 25 de marzo de 2004) es un futbolista español que juega como defensa central o centrocampista en el Real Club Celta de Vigo "B" de la Primera Federación.

## Trayectoria
Nacido en Mondariz, se une al fútbol base del RC Celta de Vigo en 2016 tras jugar en el Porriño Industrial FC y Mondariz FC.Debuta con el filial el 25 de septiembre de 2021 al entrar como suplente en los minutos finales de una derrota por 1-0 frente al CD Calahorra en la Primera División RFEF.
En 2023, tras finalizar su etapa formativa, es inscrito en el equipo C del club en la Tercera Federación, aunque nunca llegó a disputar ningún partido, al consolidarse como un jugador habitual del filial.Logra debutar con el primer equipo el 26 de mayo de 2024 al partir como titular en un empate por 2-2 frente al Valencia CF en la Primera División.

## Clubes
Actualizado al último partido disputado el 28 de mayo de 2025.
| Club             | País   | Año       | Partidos | Goles |
| ---------------- | ------ | --------- | -------- | ----- |
| RC Celta Fortuna | España | 2021-act. | 81       | 0     |
| RC Celta de Vigo | España | 2024-act. | 11       | 0     |